# 1076

## Esdeveniments
- 24 de gener - Worms: Enric IV del Sacre Imperi Romanogermànic convoca el sínode de Worms

## Necrològiques
- 27 de maig - Barcelona?: Ramon Berenguer I, el Vell, comte de Barcelona, Girona i Osona (n. 1035).[1]